# ベリンハム (ワシントン州)
ベリンハム（Bellingham）は、アメリカ合衆国ワシントン州ワットコム郡の都市である。人口は9万1482人（2020年国勢調査）。シアトルの北140キロメートルに位置しており、カナダ＝アメリカ合衆国国境まで30キロメートルほどである。

## 地理・気候
ベリンハムはセイリッシュ海に面している。座標は北緯48度45分1秒、西経122度28分30秒。
アメリカ合衆国統計局によると、総面積82.2 km2 (31.7 mi2) である。このうち66.4 km2 (25.6 mi2) が陸地であり、15.8 km2 (6.1 mi2) (19.2%) が水地である。
- 山：
- 河川：
- その他：

## 人口
2000年国勢調査では、人口67,171人、27,999世帯、13,999家族が暮らしている。人口密度は2,619.3/km2 (1,011.5/mi2) である。443.8/km2 (1,149.3/mi2) の平均的な密度に29,474軒の住宅が建っている。この都市の人種的な構成は白人87.88%、アフリカン・アメリカン0.98%、ネイティブ・アメリカン1.48%、アジア4.25%、太平洋諸島系0.17%、その他の人種2.16%、混血3.08%である。
全世帯のうち、18歳未満の子供と同居している世帯が23.1%、夫婦のみの世帯が37.5%、未婚女性の世帯が9.2%であり、50.0%は家族を持たない。個人名義の世帯主が33.0%、そのうち65歳以上が10.3%である。世帯ごとの平均人数は2.24人、家族ごとの平均人数は2.83人である。
18歳未満の未成年が17.7%、18歳以上24歳以下が23.8%、25歳以上44歳以下が26.5%、45歳以上64歳以下が19.6%、65歳以上が12.4%、平均年齢は30歳である。女性100人に対して男性は92.6人である。18歳以上の女性100人に対して男性は90.6人である。
この都市の世帯ごとの平均的な収入は32,530 USドルであり、家族ごとの平均的な収入は47,196 USドルである。男性は35,288 USドルに対して、女性は25,971 USドルの平均的な収入がある。この都市の1人あたりの収入 (per capita income) は19,483 USドルである。人口の20.6%および世帯の9.4%は貧困線以下である。全人口のうち18歳未満の17.2%および65歳以上の9.0%は貧困線以下の生活を送っている。

## 教育
- 大学
  - 西ワシントン大学（en、ウェスタン・ワシントン大学） - 州立大学。Category:西ワシントン大学の教員も参照。

## 姉妹都市
- 千葉県館山市[5]